# 69년

## 연호
- 후한(後漢) 영평(永平) 12년

## 기년
- 후한(後漢) 명제(明帝) 12년
- 신라(新羅) 탈해 이사금(脫解泥師今) 13년
- 고구려(高句麗) 태조대왕(太祖大王) 17년
- 백제(百濟) 다루왕(多婁王) 42년

## 사건
- 오토가 갈바를 밀어내고 로마 황제가 되다.
- 비텔리우스가 오토를 밀어내고 로마 황제가 되다.
- 베스파시아누스가 비텔리우스를 밀어내고 로마 황제가 되다. 플라비우스 왕조시대가 시작되다.

## 사망
- 1월 15일 - 로마 제국 6대 황제 갈바
- 4월 16일 - 로마 제국 7대 황제 오토
- 12월 20일 - 로마 제국 8대 황제 비텔리우스